# Sieplenbusch
Sieplenbusch ist eine Ortschaft in Radevormwald im Oberbergischen Kreis im nordrhein-westfälischen Regierungsbezirk Köln in Deutschland.

## Lage und Beschreibung
Sieplenbusch liegt südlich des Radevormwalder Stadtzentrums und ist von der Bundesstraße 229 über die Ispingrader Straße zu erreichen. Nachbarorte sind das bis auf 150 m an die Ortsgrenze der Ortschaft heranreichende Radevormwald, Kattenbusch, und Ispingrade.
Im Westen fließt der Ispingrader Bach, ein Nebenbach der Wupper vorbei.

## Geschichte
Der Ort wird in einer Bevölkerungsliste vom 20. Oktober 1816 der Stadt Radevormwald aufgeführt. Demnach gehörten die Einwohner der darin verzeichneten Höfe und Orte zu einer durch Pfähle markierten „Freizone“.
In der Karte Topographische Aufnahme der Rheinlande von 1825 ist der Ort unter dem Namen „Siebelnbusch“ eingezeichnet.

## Kultur
In dem Ort wurde im Jahr 2014 das private „Museum für asiatische Kunst“ eröffnet. Auf 500 m² in drei Ebenen können hier 200 Exponate aus verschiedenen asiatischen Regionen und Epochen bewundert werden. Die private Sammlung asiatischer Kunst zählt zu den bedeutendsten in Europa.  Das Außengelände wurde in einen Himalaya- und Skulpturengarten umgestaltet und bietet Raum Außengastronomie und Veranstaltungen.

## Wanderwege
Der Radevormwalder Ortsrundwanderweg A1 führt durch Sieplenbusch.

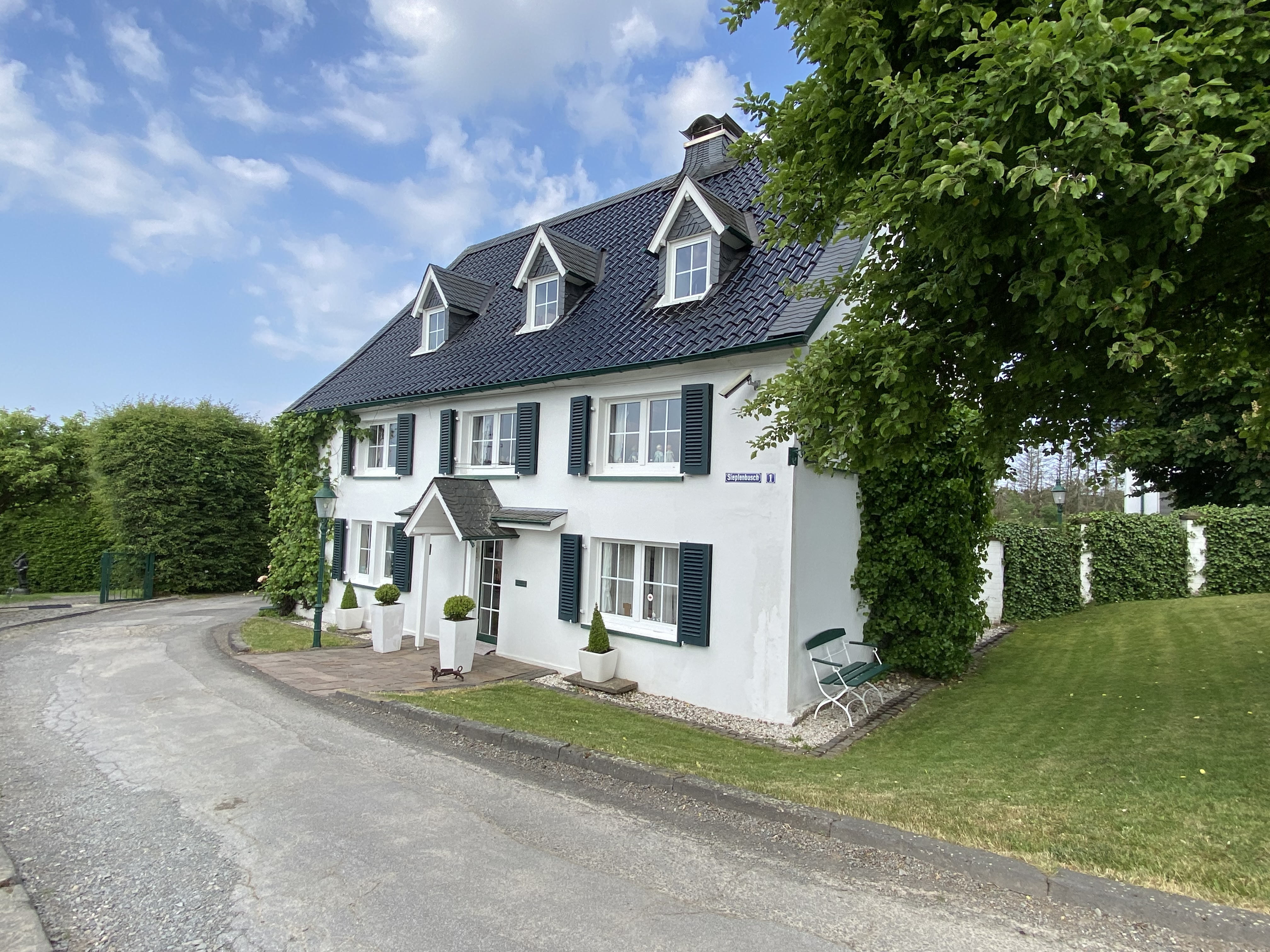
Wohnhaus Sieplenbusch 1
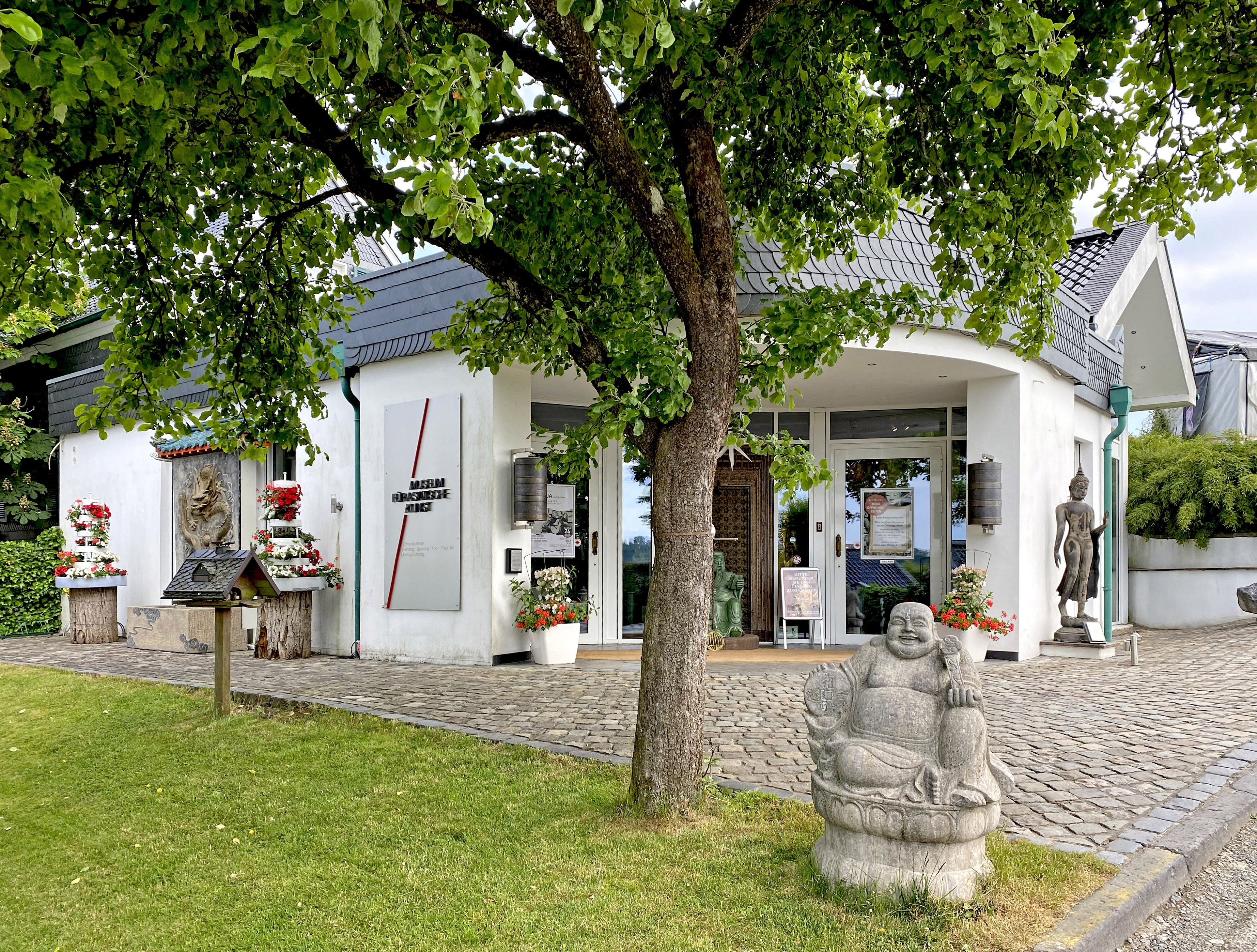
Museum für Asiatische Kunst
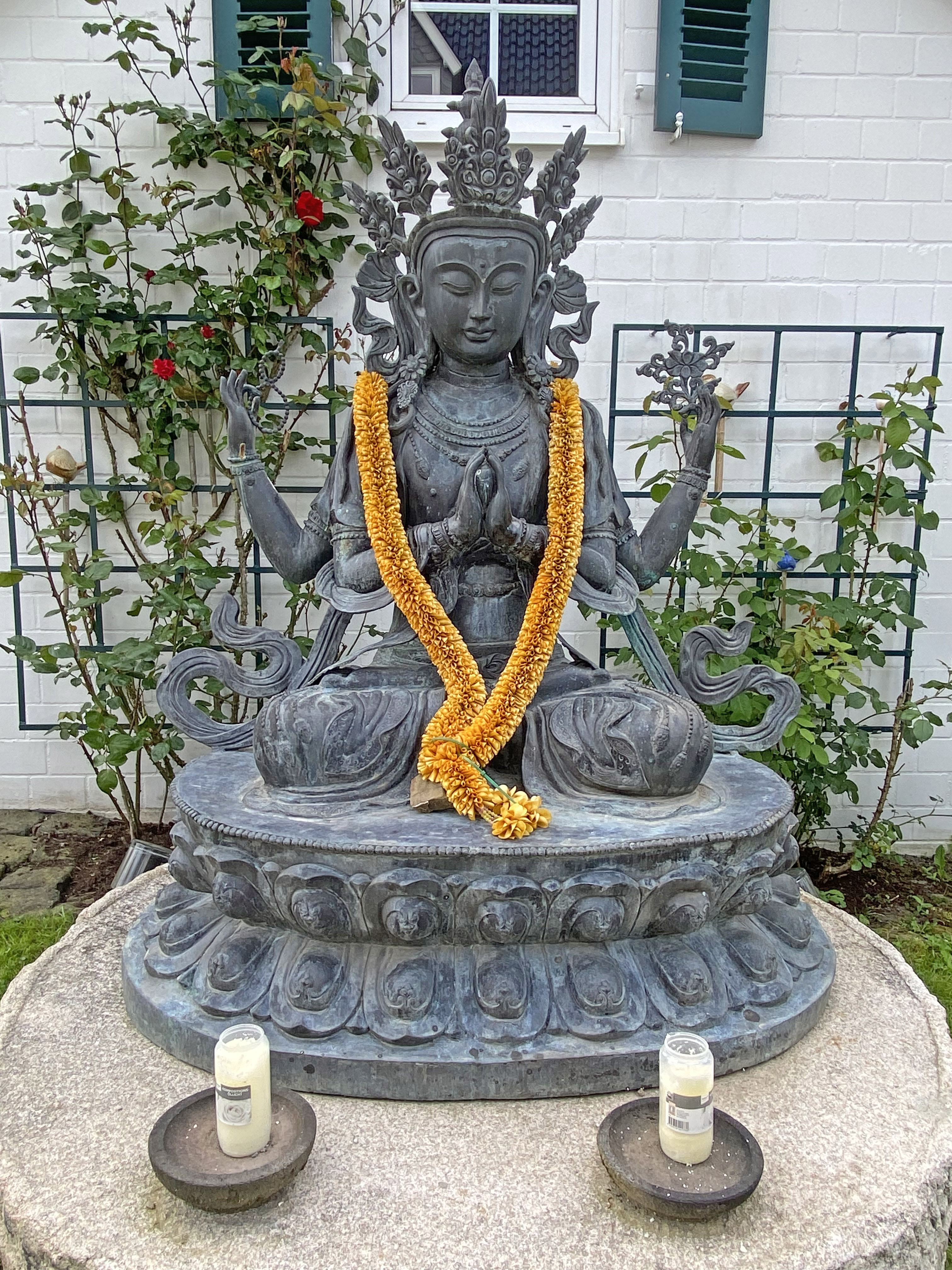
Exponat vor dem Museum